# Helichrysum praecinctum
Helichrysum praecinctum là một loài thực vật có hoa trong họ Cúc. Loài này được Klatt mô tả khoa học đầu tiên.